# Henrik Holm
Henrik Holm (ur. 22 sierpnia 1968 w Täby) – szwedzki tenisista, reprezentant w Pucharze Davisa.

## Kariera
Holm rozpoczął grę w tenisa w wieku 5 lat. Jego ojciec, Christer, reprezentował Szwecję w Pucharze Davisa i był numerem drugim szwedzkiego tenisa w połowie lat 60. Jego matka, Gun, była trenerką tenisa.
W lipcu 1992 roku Holm po raz pierwszy dotarł do finału turnieju singlowego z cyklu ATP World Tour, w Waszyngtonie, w którym przegrał z Petrem Kordą 4:6, 4:6. Rok później dotarł do finału w Tokio. Przegrał z Ivanem Lendlem 6:7, 4:6. W trzeciej rundzie tego turnieju w 1992 roku pokonał Borisa Beckera 6:1, 6:2, co było najwyższą porażką jego rywala w karierze (licząc tylko mecze na kortach halowych).
W grze podwójnej Szwed zwyciężył w pięciu turniejach kategorii ATP World Tour oraz awansował do czterech finałów. Cztery z pięciu tytułów wywalczył z Andersem Järrydem.
Holm w latach 1993–1994 reprezentował Szwecję w Pucharze Davisa. W singlu poniósł w zawodach trzy porażki, natomiast w deblu spośród trzech rozegranych meczów w dwóch zwyciężył.
W rankingu gry pojedynczej Holm najwyżej był na 17. miejscu (5 lipca 1993), a w klasyfikacji gry podwójnej na 10. pozycji (16 maja 1994).

### Finały w turniejach ATP World Tour
| Nazwa                   |
| ----------------------- |
| Wielki Szlem            |
| Igrzyska olimpijskie    |
| Tennis Masters Cup      |
| ATP Masters Series      |
| ATP Championship Series |
| ATP World Series        |

#### Gra pojedyncza (0–2)
| Końcowy wynik | Nr | Data                 | Turniej    | Nawierzchnia    | Przeciwnik | Wynik finału |
| ------------- | -- | -------------------- | ---------- | --------------- | ---------- | ------------ |
| Finalista     | 1. | 19 lipca 1992        | Waszyngton | Twarda          | Petr Korda | 4:6, 4:6     |
| Finalista     | 2. | 18 października 1992 | Tokio      | Dywanowa (hala) | Ivan Lendl | 6:7(7), 4:6  |

#### Gra podwójna (5–4)
| Końcowy wynik | Nr | Data             | Turniej      | Nawierzchnia    | Partner           | Przeciwnicy                      | Wynik finału  |
| ------------- | -- | ---------------- | ------------ | --------------- | ----------------- | -------------------------------- | ------------- |
| Finalista     | 1. | 11 stycznia 1993 | Kuala Lumpur | Twarda          | Bent-Ove Pedersen | Jacco Eltingh Paul Haarhuis      | 5:7, 3:6      |
| Zwycięzca     | 1. | 28 lutego 1993   | Rotterdam    | Dywanowa (hala) | Anders Järryd     | David Adams Andriej Olchowski    | 6:4, 7:6      |
| Zwycięzca     | 2. | 2 maja 1993      | Monachium    | Ceglana         | Martin Damm       | Karel Nováček Carl-Uwe Steeb     | 6:0, 3:6, 7:5 |
| Zwycięzca     | 3. | 11 lipca 1993    | Båstad       | Ceglana         | Anders Järryd     | Brian Devening Tomas Nydahl      | 6:1, 3:6, 6:3 |
| Finalista     | 2. | 15 sierpnia 1993 | Cincinnati   | Twarda          | Stefan Edberg     | Andre Agassi Petr Korda          | 6:7, 4:6      |
| Zwycięzca     | 4. | 13 marca 1994    | Saragossa    | Dywanowa (hala) | Anders Järryd     | Martin Damm Karel Nováček        | 7:5, 6:2      |
| Zwycięzca     | 5. | 10 kwietnia 1994 | Tokio        | Twarda          | Anders Järryd     | Sébastien Lareau Patrick McEnroe | 7:6, 6:1      |
| Finalista     | 3. | 8 maja 1994      | Hamburg      | Ceglana         | Anders Järryd     | Scott Melville Piet Norval       | 3:6, 4:6      |
| Finalista     | 4. | 17 września 1995 | Bordeaux     | Twarda          | Danny Sapsford    | Saša Hiršzon Goran Ivanišević    | 3:6, 4:6      |